# Goa Gajah
Il tempio di Goa Gajah noto anche come Caverna dell'Elefante si trova sull'isola di Bali a circa 2 kilometri a sud-est del municipio di Ubud, Reggenza di Gianyar, Indonesia, costruito intorno al IX secolo ed utilizzato come santuario. Venne riscoperto nel 1923 da archeologi olandesi ma le vasche per i bagni sacri vennero scoperte solo nel 1950

Le origini della caverna sono incerte, una leggenda del folklore locale narra che esso sia stato creato con i suoi artigli dal gigante mitologico di nome Kebo Iwa, uno degli undici ministri del sovrano Beda-Hulu, leggendario sovrano del regno di Bali; il nome probabilmente proviene dal vicino fiume Petanu che all'epoca era chiamato Fiume Elefante o si ipotizza che il nome possa derivare dall'immagine della statua che costituisce l'ingresso principale del sito, un demone che potrebbe essere stato scambiato per un elefante che, tuttavia, non rappresenta un animale tipico del luogo. Si ipotizza che questa testa gigantesca possa rappresentare l'effigie del dio ctonio Bhoma o della regina-strega Rangda. Esaminando lo stile architettonico del sito che mostra la compresenza di elementi propri del buddismo e dell'induismo, esso risalirebbe all'XI secolo ed è attribuibile al regno di Bali, in un'epoca in cui l'induismo era penetrato di recente sull'isola.

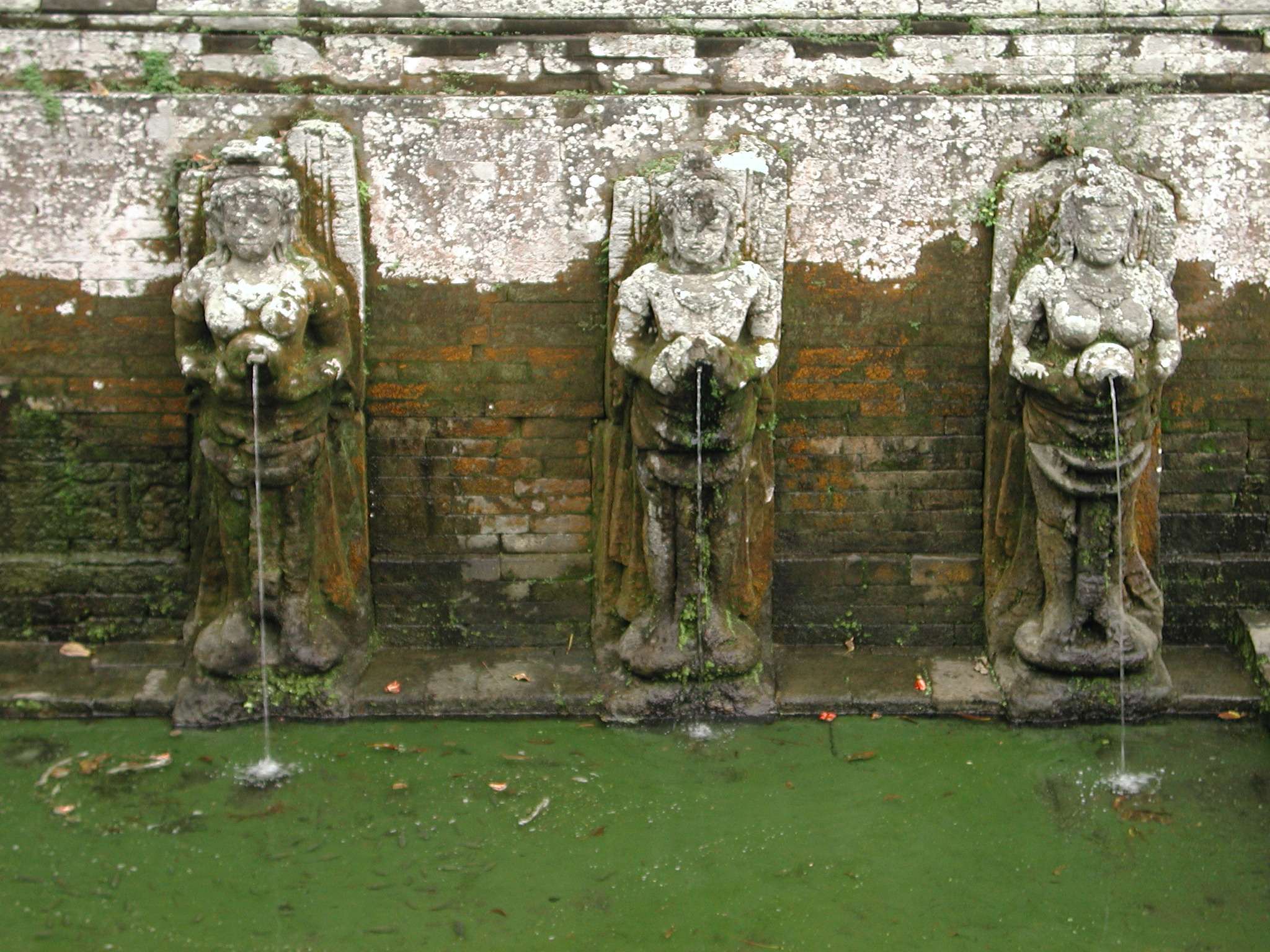
Foto delle statue-fontana raffiguranti bidadari di fronte alle vasche per i bagni sacri all'interno del complesso

L'ingresso conduce ad un ambiente a forma di T che si biforca verso le guance del volto del demone che contengono ognuna delle nicchie, in una di esse si trovano effigi di  lingam e yoni, simboli maschili e femminili di Shiva; mentre nell'altra si trova una piccola statua raffigurante Ganesh. Un lungo corridoio, adornato da rilievi rappresentanti demoni di derivazione induista, conduce ai bagni rituali di forma rettangolare ed ornati da statue-fontana che rappresentano delle bidadari, ovvero spiriti femminili dellacqua e delle nuvole appartenenti alla mitologia induista. Questo tipo di vasche venivano usualmente costruite in luoghi sacri affinché i pellegrini ed i devoti potessero purificarsi prima di procedere con le loro offerte o con le loro preghiere.

Nel poema in giavanese antico Nagarakretagama risalente al 1365, esso è descritto come uno dei dieci principali luoghi di culto buddisti a Bali.